# Plantago asiatica
Plantago asiatica är en grobladsväxtart. Plantago asiatica ingår i släktet kämpar, och familjen grobladsväxter.

## Underarter
Arten delas in i följande underarter:
- P. a. asiatica
- P. a. densiflora
- P. a. erosa
- P. a. coreana
- P. a. yakusimensis

## Bildgalleri

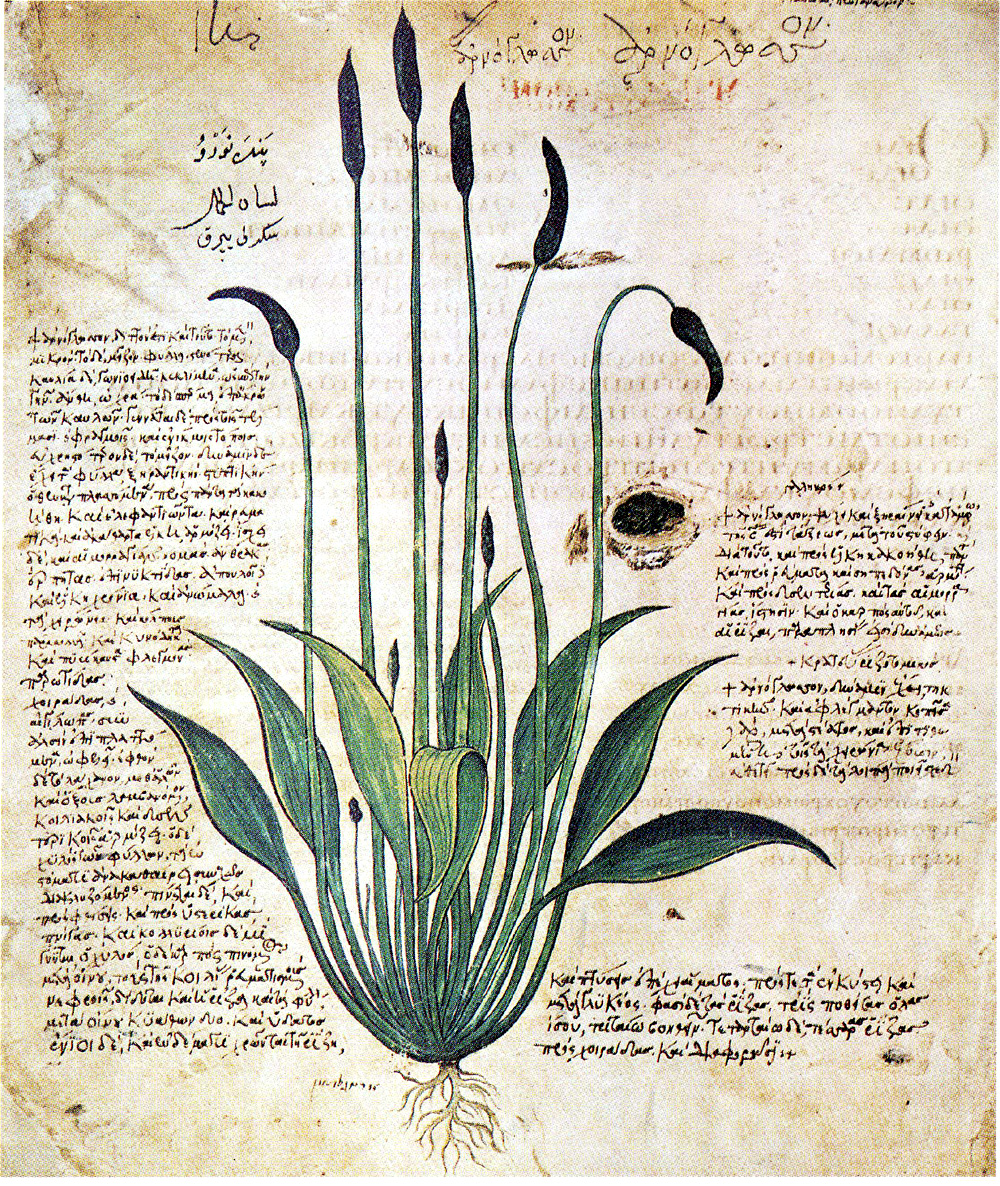
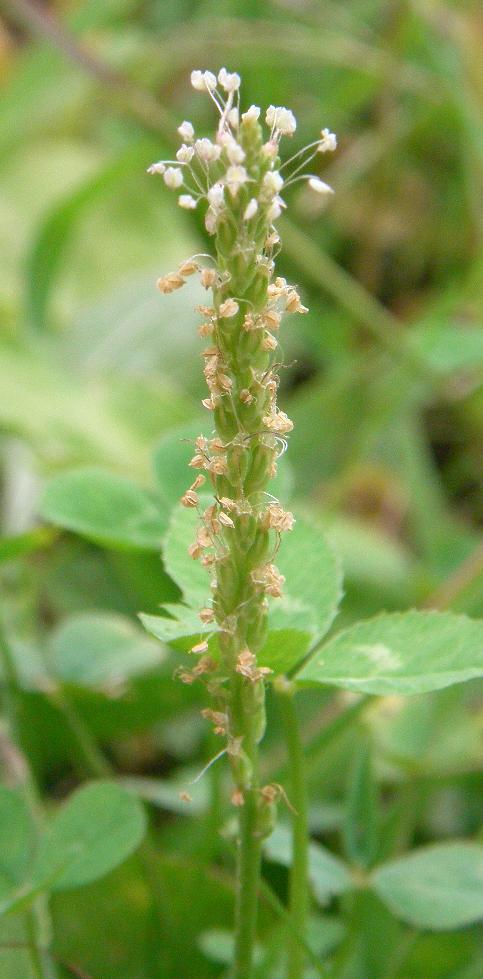
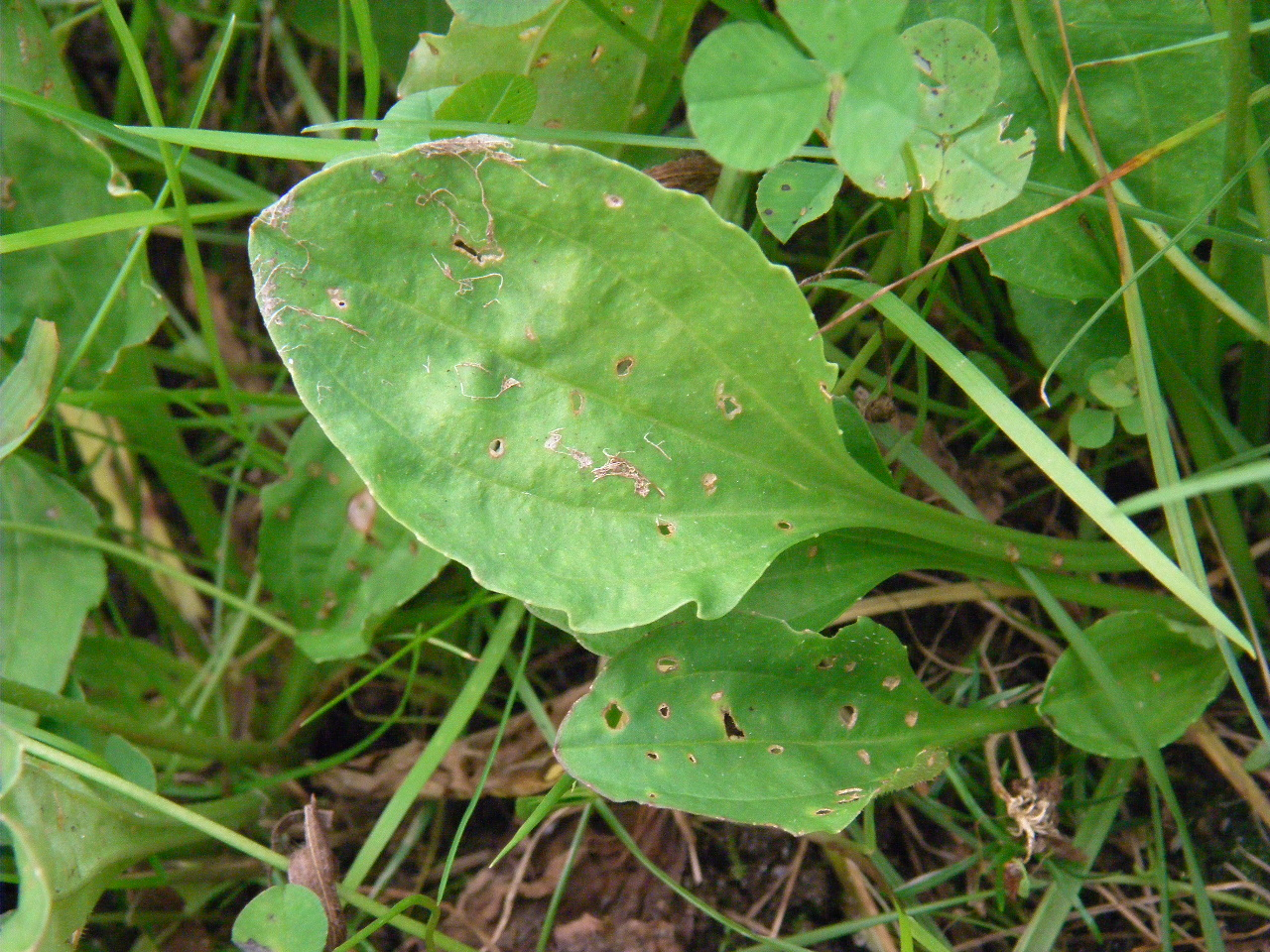
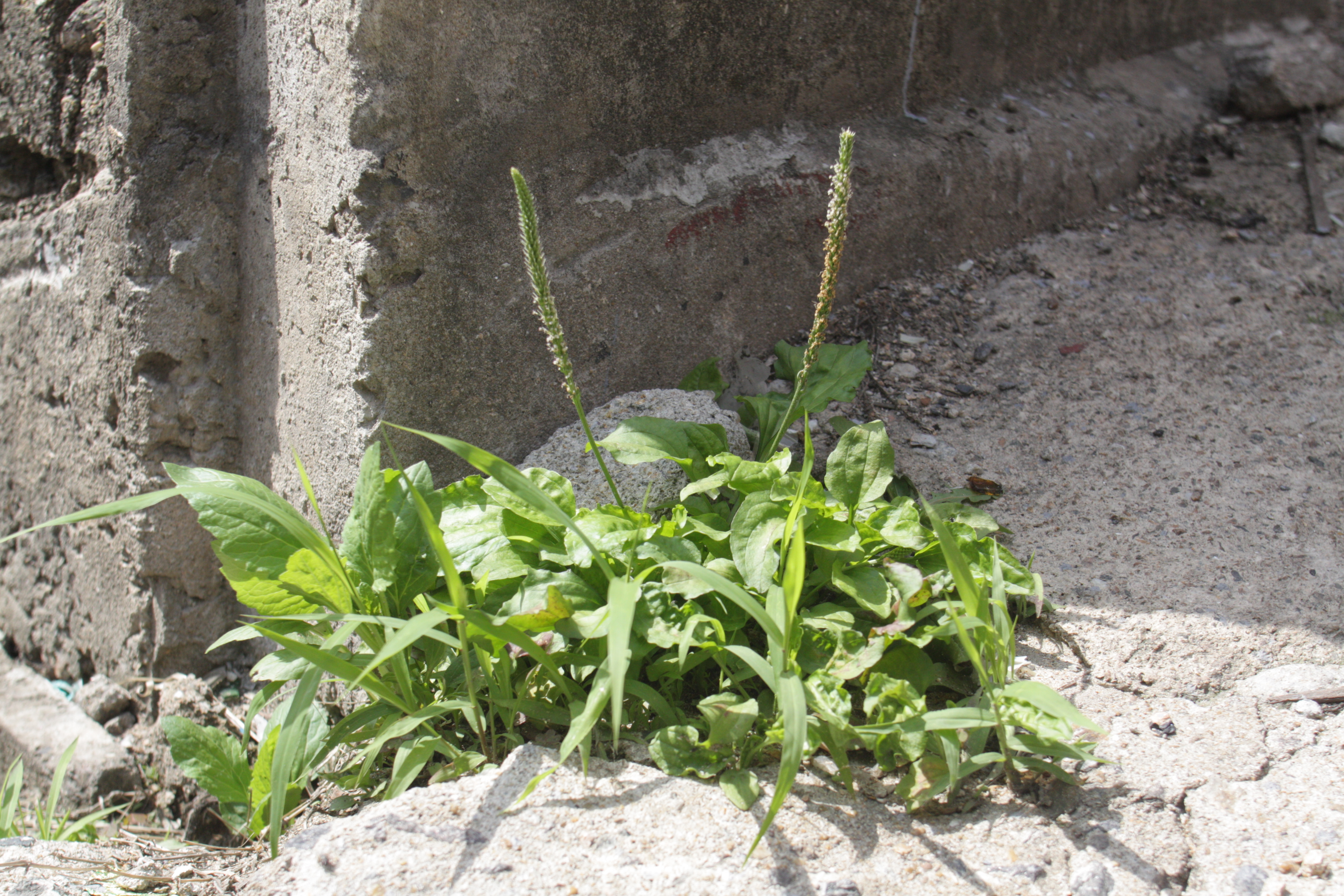
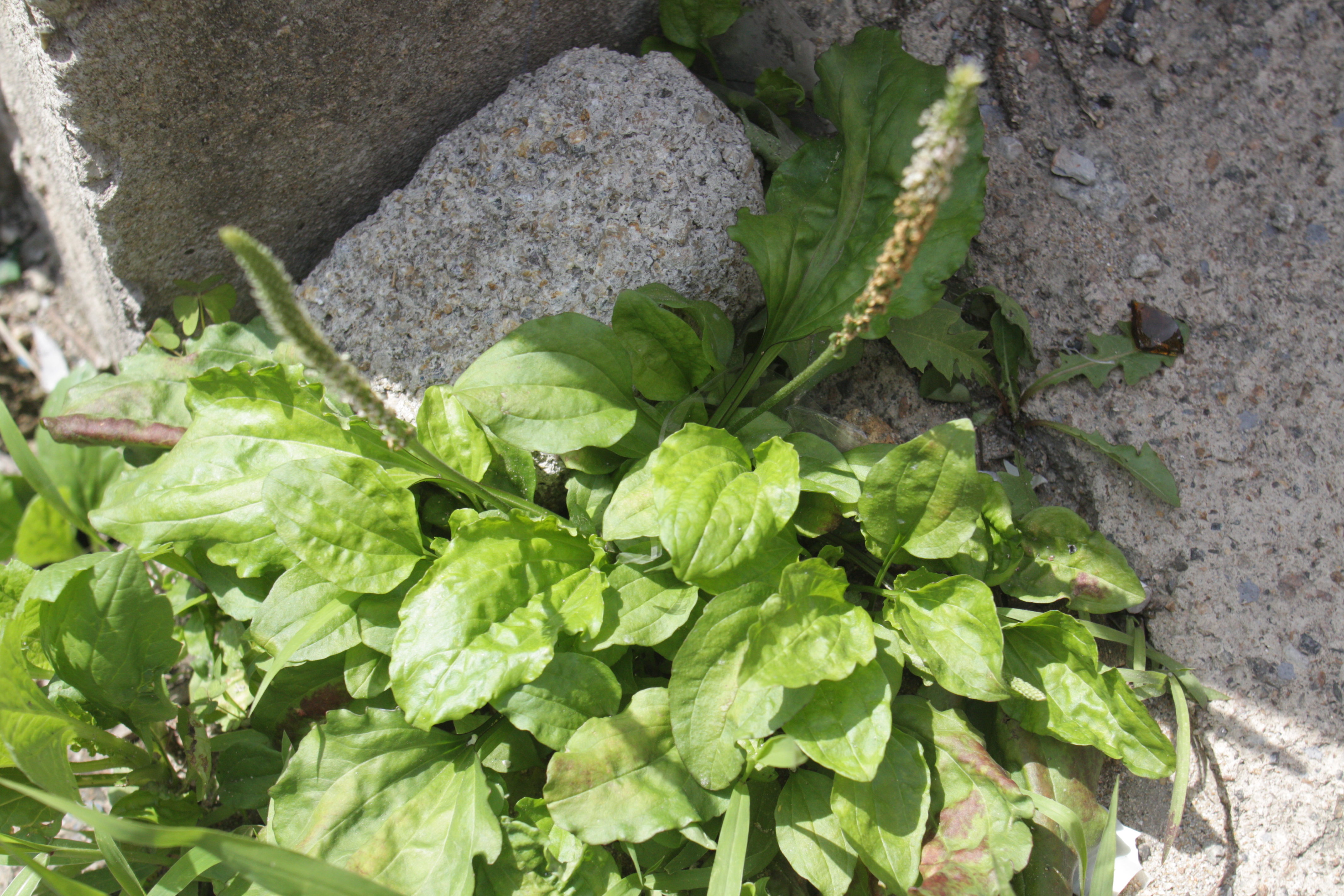
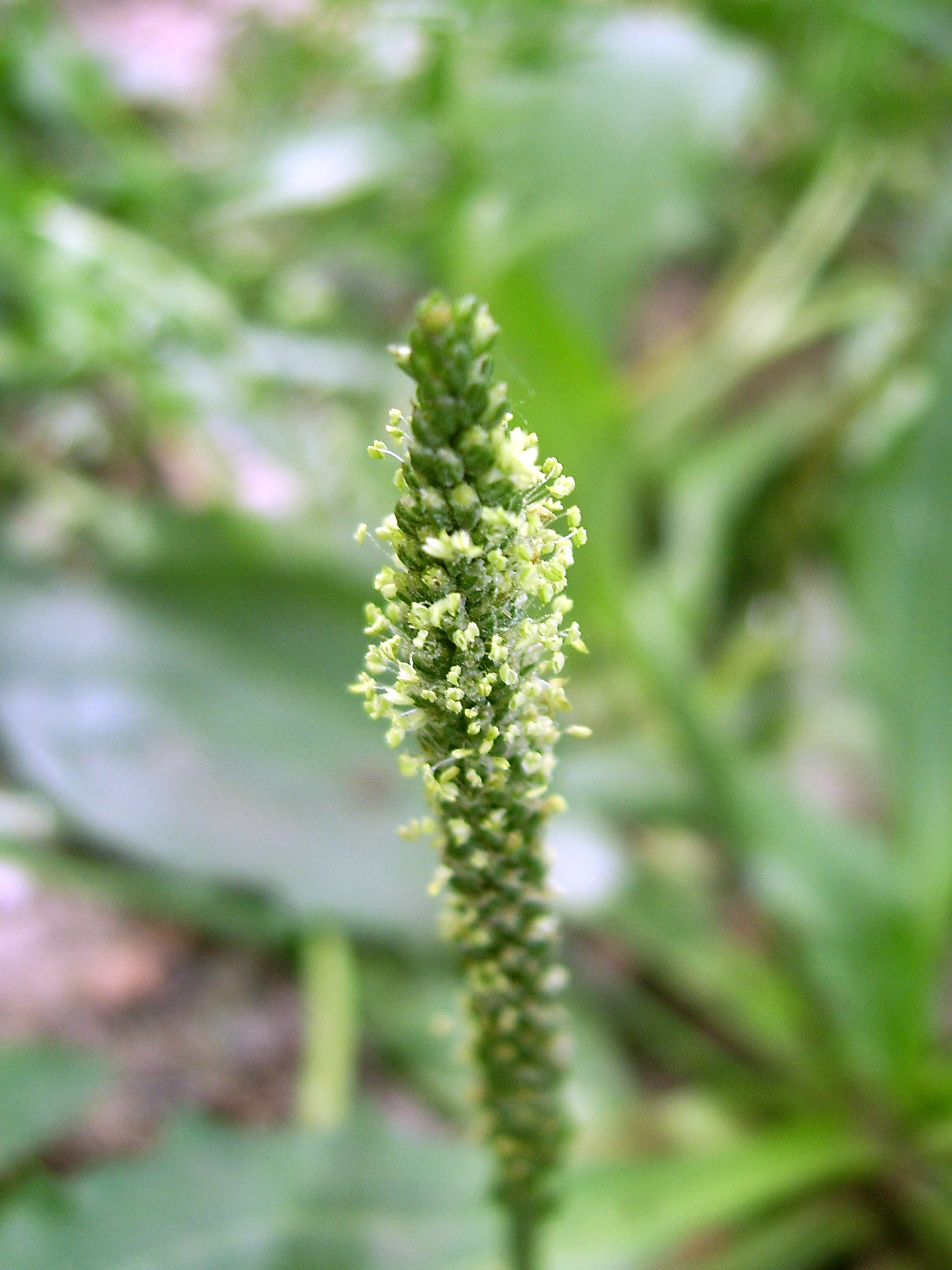